# お笑いゲームネタNo.1決定戦 ゲームネタグランプリ
『お笑いゲームネタNo.1決定戦 ゲームネタグランプリ』（おわらいゲームネタナンバーワンけっていせん ゲームネタグランプリ）は、KADOKAWA Game Linkageが主催する、コンピュータゲームにまつわるネタを披露したお笑い芸人のチャンピオンを決める大会である。通称はゲームネタグランプリ、ゲームネタGP。
第2回まではゲーム賞『ファミ通・電撃ゲームアワード』の発表を行うゲーム情報特別番組内で、本大会の生配信が実施されていた。第3回は同番組とは別日程での開催が考えられていたが、第2回から開催のないまま1年以上経過しており、事実上終了している。

## 概要
KADOKAWA Game Linkageが2022年より開催しているお笑いコンテスト。司会・審査員はお笑いコンビのマヂカルラブリーが務めるほか、ゲーム雑誌の編集長や、ゲーム番組の放送作家などといったゲーム関連の人物が審査員を務める。大会の様子はYouTubeチャンネル「ファミ通TUBE」内で生配信され、第1回は『ファミ通・電撃ゲームアワード 2021』の発表を行う特別番組内で取り扱われ、以降も同賞発表番組内で生配信されている。演出はテレビ東京の板川侑右が担当。
「ゲーム好きお笑い芸人によるネタの祭典」としており、コンピュータゲームにまつわるネタを10組の芸人が披露する。本戦出場者はオーディションから選抜されたものたちで、第1回から約100組がエントリーしている。ネタの披露中には野田らのガヤが多く入る。予選10組のネタ披露後、審査によって3組（第2回は4組）を決勝に選出する。選出された芸人は予選とは別のネタを披露し、審査員投票によって1位を決定する。優勝者には賞金100万円が授与され、副賞としてファミ通及びゲームの電撃が運営するゲーム配信番組への出演権が得られる。
賞金は100万円用意されている一方、そのしわ寄せか、セットは簡素で、進行には粗い点がある。

## 出演者・審査員

### 司会者
|       | 司会                      |
| ----- | ------------------------- |
| 第1回 | 村上 （マヂカルラブリー） |
| 第2回 | 村上 （マヂカルラブリー） |

### 審査員
| 回    | 審査員                              | 審査員   | 審査員   | スペシャル審査員 |
| ----- | ----------------------------------- | -------- | -------- | ---------------- |
| 第1回 | 野田クリスタル （マヂカルラブリー） | 岐部昌幸 | 三代川正 |                  |
| 第2回 | 野田クリスタル （マヂカルラブリー） | 岐部昌幸 | 三代川正 | 名越稔洋         |

- 第1回から野田が審査員長を務めている。
- 岐部は『勇者ああああ』『ゲームセンターCX』などの放送作家、三代川はファミ通.com編集長として審査員を務める。

## 歴代本戦結果一覧

### 第1回（2022年）
| 成績     | グループ名           | 所属事務所                       | 出番順  | 決勝選出者 |
| -------- | -------------------- | -------------------------------- | ------- | ---------- |
| 優勝     | ものまね三銃士       | 吉本興業                         | 8番/3番 | 野田、岐部 |
| 2位      | ガーリィレコード     | 吉本興業                         | 2番/1番 | 三代川     |
| 2位      | ぽ〜くちょっぷ       | サンミュージックプロダクション   | 7番/2番 | （村上）   |
| 予選敗退 | お見送り芸人しんいち | グレープカンパニー               | 1番     | -          |
| 予選敗退 | SAKURAI              | ソニー・ミュージックアーティスツ | 3番     | -          |
| 予選敗退 | 大吟嬢               | 松竹芸能                         | 4番     | -          |
| 予選敗退 | トンツカタン櫻田     | 人力舎                           | 5番     | -          |
| 予選敗退 | パルテノンモード     | 人力舎                           | 6番     | -          |
| 予選敗退 | 八幡カオル           | グレープカンパニー               | 9番     | -          |
| 予選敗退 | ヤブキサドヤ         | 松竹芸能                         | 10番    | -          |

| コンビ名         | 得票数 | 野田 | 岐部 | 三代川 |
| ---------------- | ------ | ---- | ---- | ------ |
| ものまね三銃士   | 3      | ○    | ○    | ○      |
| ガーリィレコード | 0      |      |      |        |
| ぽ〜くちょっぷ   | 0      |      |      |        |

- ユニットのものまね三銃士が決勝で満票を獲得し、優勝した。伊藤こう大（こりゃめでてーな）が『龍虎の拳』のロバート・ガルシア、玉城泰拙（セブンbyセブン）が『ストリートファイター』シリーズのベガ、イチキップリンが『餓狼伝説』のギース・ハワードに扮した漫才ネタを予選、決勝とも披露した[6][7]。
- 決勝に進出する3組の芸人の選出は、審査員1人ずつが芸人を挙げるものだったが、野田と岐部がともにものまね三銃士を選出した。空いた1枠については、司会の村上が独断で選出するルールとなっており、村上による選出でぽ〜くちょっぷが決勝に進出した[6]。
- 本戦開始前にはエキシビションとして、審査委員長の野田が「学校であった怖い話シューティング」のネタを披露した。

### 第2回（2023年）
| 成績     | グループ名            | 所属事務所       | 本戦出場歴 | 出番順   | 決勝選出者 |
| -------- | --------------------- | ---------------- | ---------- | -------- | ---------- |
| 優勝     | 超平和万博            | 吉本興業         | 初出場     | 8番/2番  | 岐部       |
| 2位      | 無尽蔵                | サンミュージック | 初出場     | 5番/3番  | 名越       |
| 2位      | ものまね三銃士        | 吉本興業         | 2年連続    | 10番/4番 | 野田       |
| 4位      | シューマッハ          | サンミュージック | 初出場     | 7番/1番  | 三代川     |
| 予選敗退 | Yes!アキト            | サンミュージック | 初出場     | 1番      | -          |
| 予選敗退 | シンレンサイ          | 吉本興業         | 初出場     | 2番      | -          |
| 予選敗退 | ななまがり            | 吉本興業         | 初出場     | 3番      | -          |
| 予選敗退 | R藤本&BAN BAN BAN山本 | 吉本興業         | 初出場     | 4番      | -          |
| 予選敗退 | NOモーション。        | roots            | 初出場     | 6番      | -          |
| 予選敗退 | ガーリィレコード      | 吉本興業         | 2年連続    | 9番      | -          |

| コンビ名       | 得票数 | 野田 | 名越 | 岐部 | 三代川 |
| -------------- | ------ | ---- | ---- | ---- | ------ |
| 超平和万博     | 2      |      | ○    |      | ○      |
| 無尽蔵         | 1      | ○    |      |      |        |
| ものまね三銃士 | 1      |      |      | ○    |        |
| シューマッハ   | 0      |      |      |      |        |

- 超平和万博が決勝で2票を獲得して優勝した。予選では、もしもセガが天下を取ったらという漫才を披露。決勝では「3大RPGは?」というお題に対して『ドラゴンクエスト』と『ファイナルファンタジー』に続いて、『テイルズ』、『真・女神転生』のどちらを加えるかという漫才を披露した[8][9]。
- 出番順1〜3番、4〜6番、7〜10番の芸人がそれぞれグループA〜Cに割り振られた。グループごとのネタ披露が終了後、トーク以外に「やり残したことはないか?」と野田が呼びかけて、各組が自由に一発ネタを繰り広げる時間が設けられた。その際のネタも審査の加点対象となる。
- 決勝に進出する4組の芸人の選出は、審査員同士で選出が被ると村上が独断で選出するルールだったが、物言いがつくため、各審査員間でどの芸人を選出したか見合いながら選出をおこなったため、被りが発生しなかった。
- 前回、村上の独断で決勝に進出したぽ〜くちょっぷは、普通に本戦の選考から落ちたことが語られた。
- 第1回に比べてレベルが格段に上がっていることが度々語られており、野田は「しっかり賞レース」と発言していた。
- 大会前の2023年2月28日に、前回優勝者のものまね三銃士と三代川による事前生放送が配信された[4]。

## 配信日
いずれもファミ通TUBEにてライブ配信。第1回はニコニコ生放送、Twitter Liveでも配信。
| 回 | 配信日        | 備考              |
| -- | ------------- | ----------------- |
| 1  | 2022年3月12日 |                   |
| 2  | 2023年3月18日 | 2月28日に告知配信 |

## 備考
ファミ通関連では、過去にもよしもととのニコニコチャンネルで配信していた番組『ファミ通LIVE』内で「ゲームネタGP」といった企画を、麒麟の2名による司会で不定期で開催していた。本大会との関連性は示されていないものの、本大会の第1回・第2回に出場しているものまね三銃士のメンバーやガーリィレコードは同企画への出演経験がある。特に東京ゲームショウ2013のステージで行われた特別編では、ものまね三銃士のメンバーが本大会第1回と同様のキャラクターに扮したネタを披露している。